# Judenschranke (Segnitz)

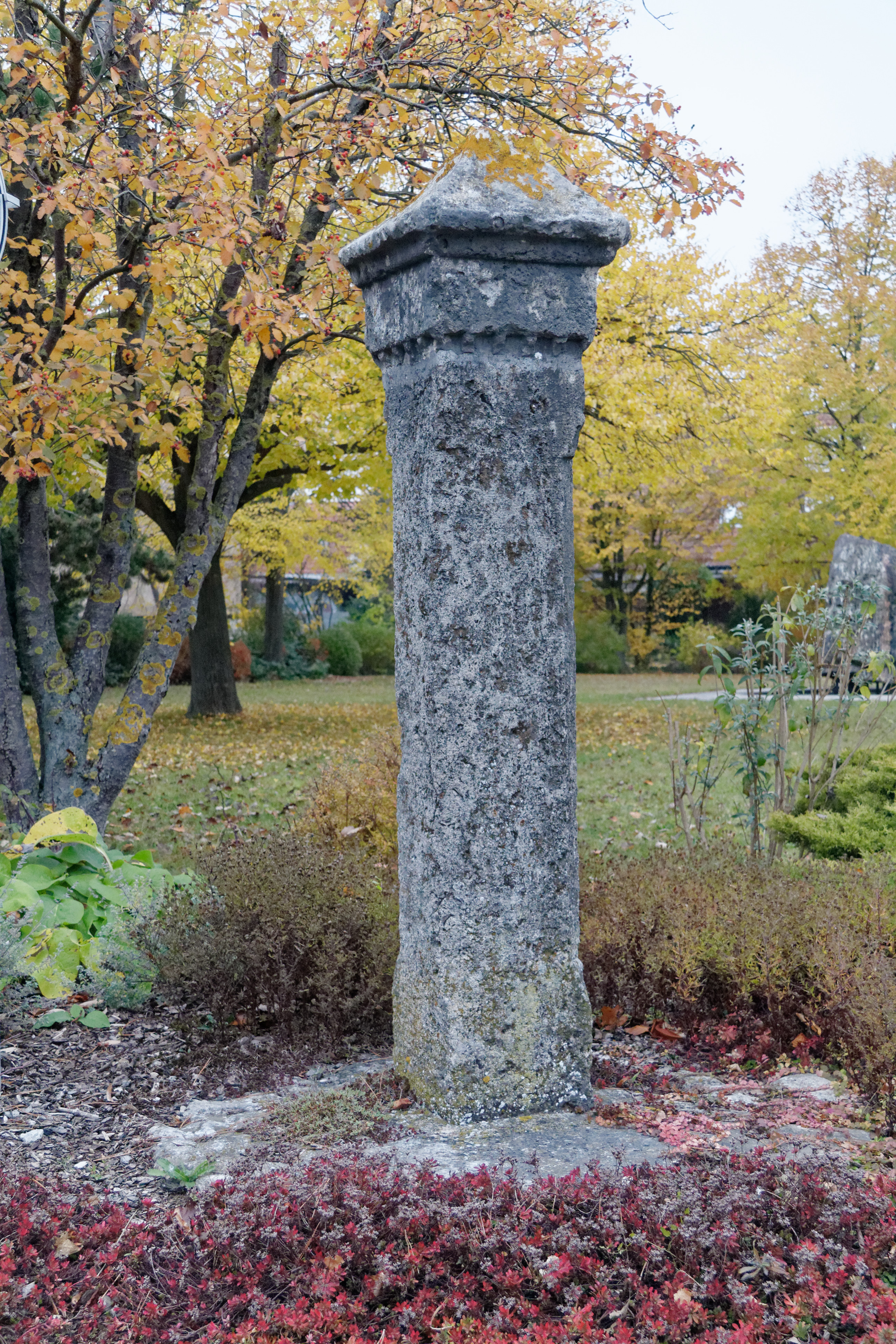
Die älteste der drei erhaltenen Judenschranken an der Sulzfelder Straße

Die sogenannten Judenschranken (auch Sabbatschranken) stehen als steinerne Säulen an den Ortsausgängen der unterfränkischen Gemeinde Segnitz. Sie fanden im 18. Jahrhundert Aufstellung und dienten als Eruv, der den Mitgliedern der örtlichen jüdischen Gemeinde den Ausgang am Sabbat ermöglichte.

## Geschichte
Die Ausübung der im Judentum vorgeschriebenen Sabbatruhe beinhaltete auch für die in Franken niedergelassenen Gemeinden des 18. Jahrhunderts ein Reiseverbot. Der Radius für Spaziergänge an diesem Tag war begrenzt. Zumeist orientierten sich die örtlichen Regeln an den von der Dorfgemeinschaft errichteten und unterhaltenen Toren, Gräben und Hecken, die das Dorf als Rechtsgemeinschaft vom Umland abgrenzten. Da diese Umwehrungen allerdings im 18. Jahrhundert an vielen Stellen verschwanden, mussten andere Orientierungspunkte gefunden werden, um die Sabbatruhe einhalten zu können.
In Franken entstand deshalb an einigen Stellen sogenannte Judenschranken. Für das nahe Segnitz gelegene Hüttenheim im Steigerwaldvorland, haben sich Quellen zur Aufstellung solcher Zeichen erhalten. Im Grundbuch von 1726 heißt es: „Item seind sambtliche schutz Juden dahier einer Gemeindt jährlich wegen placidirten schrankhen, so 1722 angeschafft worden, schuldig zu zahlen 1 Gulden 12 Kreuzer […]“. Die Judengemeinde musste sich verpflichten die Schranken aus eigener Kasse zu unterhalten. Hinzu kam eine Ablösung von 100 Gulden, die für die Renovierung der örtlichen Kirche bezahlt werden musste.

## Beschreibung
Die Segnitzer Judenschranken werden vom Bayerischen Landesamt für Denkmalpflege als Baudenkmal eingeordnet. Erhalten haben sich noch drei Schranken aus Muschelkalk, die an den Ortsausgängen postiert wurden. Alle drei sind ca. zwei Meter hoch und wurden auf einem runden Sockel als schmale Rechtecksäulen erbaut. Diese wurden nur grob behauen, wobei der Aufsatz an ein vorkragendes Gebäude mit Walmdach erinnert. Die älteste Schranke datiert auf 1784 und befindet sich an der Sulzfelder Straße/Ecke Im Schind (⊙). Die Schranken an der Frickenhäuser Straße (⊙) und am alten Zeubelrieder Weg (⊙) sind Kopien, die nach den verlorenen Originalen angefertigt wurden.